# Jardim Memorial Kahlil Gibran (Washington, D.C.)
O Jardim Memorial Kahlil Gibran é um jardim público localizado na 3100 Massachusetts Avenue, NW Washington, DC, "dentro de uma ravina arborizada conhecida como Woodland-Normanstone Park". No seu centro está uma escultura de bronze do escritor, poeta e artista visual libanês-americano Kahlil Gibran por Gordon Kray e uma fonte em forma de estrela cercada por bancos de calcário gravados com citações de Gibran.
O jardim memorial foi inaugurado a 24 de maio de 1991 pelo presidente George H. W. Bush. A arrecadação de fundos foi organizada pela Kahlil Gibran Centennial Foundation, formada para comemorar o 100º aniversário do nascimento do poeta em Bsharri.